# Blaž Kavčič (politik)
Blaž Kavčič, slovenski politik in ekonomist, * 3. oktober 1951, Ljubljana.
Je nekdanji predsednik Državnega sveta Republike Slovenije.

## Življenjepis
Rojen je bil v Ljubljani, sicer pa živi v Formah pri Škofji Loki. V Ljubljani je končal osnovno šolo, gimnazijo in Ekonomsko fakulteto. Kasneje je končal še magistrski študij na EPF v Mariboru in dosegel naziv magister poslovnih znanosti. 
Med letoma 1977 in 1984 je bil zaposlen v Iskri Commerce in Iskri Telematika Kranj, pri čemer je bil direktor trženja za Azijo in Daljni vzhod. Nato je bil šest let (1984-89) komercialni direktor podjetja Iskra Telematika in nato (1989-94) še generalni direktor Združenega podjetja Iskra Telekom. Pozneje je postal samostojni podjetnik in sodelavec podjetja Mercuri International (1994-98) in samostojni poslovni svetovalec in podjetnik (1998-2000).
V politiko je vstopil leta 2000, ko je bil izvoljen za poslanca Državnega zbora RS. Po koncu mandata je postal direktor razvoja podjetja Lokainženiring. 21. novembra 2007 je bil izvoljen na volilnem zboru elektorjev kranjskega dela Gorenjske v Kranju za državnega svetnika in 12. decembra istega leta je bil izvoljen za predsednika Državnega sveta na konstitutivni seji Državnega sveta. 9. junija 2010 je bil ponovno izvoljen za predsednika DS RS. Štiri mandate je bil občinski svetnik Občine Škofja Loka.
28. maja 2010 je kandidiral za predsednika LDS, a ga je premagala dotedanja predsednica Katarina Kresal. 8. septembra 2011 je izstopil iz LDS zaradi nestrinjanja z delovanje Kresalove in stranke glede nje. 30. septembra 2011 je vstopil v Stranko mladih - Zeleni Evrope, s čimer je po mnenju predsednika SMS - Zelenih Darka Krajnca stranka pridobila kredibilnega kandidata za državnozborske volitve leta 2011.
Na državnozborskih volitvah leta 2011 je kandidiral na listi SMS - Zelenih.